# Stictoptera hemiphaea
Stictoptera hemiphaea là một loài bướm đêm trong họ Noctuidae.